# Ipcress
Ipcress (The Ipcress File) è un film del 1965 diretto da Sidney J. Furie e basato sul romanzo La pratica Ipcress di  Len Deighton.
È il primo di una serie di film di spionaggio nei quali l'attore Michael Caine incarna la spia Harry Palmer, personaggio di fantasia creato da Deighton. Sono seguiti altri due episodi negli anni sessanta, Funerale a Berlino (1966) e Il cervello da un miliardo di dollari (1967), e due negli anni novanta, All'inseguimento della morte rossa (1995) e Intrigo a San Pietroburgo (1996).
Presentato in concorso al 18º Festival di Cannes, alla sua uscita fu acclamato dalla critica cinematografica e ricevette dalla British Academy of Film and Television Arts il premio come miglior film inglese. Nel 1999 il British Film Institute l'ha inserito al 59º posto della lista dei migliori cento film britannici del XX secolo.

## Trama
A Londra uno scienziato di nome Radcliffe viene rapito da un treno e la sua scorta di sicurezza viene uccisa.
Harry Palmer, un sergente dell'esercito britannico e agente del controspionaggio britannico, il Secret Intelligence Service, viene convocato dal suo superiore, il colonnello Ross, e trasferito in una sezione guidata dal maggiore Dalby per indagare sulla scomparsa di uno scienziato, rapito poco dopo essere salito su un treno. Ross sospetta che la scomparsa di Radcliffe sia collegata al fatto che sedici altri scienziati britannici di alto livello hanno inspiegabilmente lasciato il lavoro al culmine della loro carriera.
Dalby informa i suoi agenti che il principale sospettato è Eric Grantby (in codice "Blue R") e il suo braccio destro, nome in codice "Housemartin", e ordina alla squadra di scoprire dove si trovano per contrattare lo scambio dello scienziato rapito. Usando un contatto Scotland Yard, Palmer individua Grantby e pianifica lo scambio che fallisce e, quando Palmer cerca di impedire a Grantby di scappare, viene attaccato da Housemartin.
Housemartin viene arrestato più tardi ma, prima di poter essere interrogato, viene ucciso da uomini che impersonano Palmer e il suo collega Carswell. Sospettando che Radcliffe sia detenuto in una certa fabbrica in disuso, Palmer ordina una ricerca, ma non viene trovato nulla tranne un pezzo di nastro magnetico contrassegnato "IPCRESS" che produce rumore insignificante quando viene riprodotto. Dalby sottolinea quindi che il falso numero di Grantby ora è stato ricollegato con un concerto di una banda militare. Lì incontrano Grantby e viene raggiunto un accordo per il ritorno di Radcliffe.
Durante l'indagine Harry Palmer verrà in contatto con i rapitori e riuscirà a far liberare l'ostaggio dopo il pagamento di 40.000 sterline. Lo scambio procede come previsto ma, mentre stanno andando via, Palmer spara a un uomo nell'ombra che si rivela essere un agente della CIA. Alcuni giorni dopo, diventa chiaro che mentre Radcliffe è fisicamente illeso, la sua mente è stata colpita e non può più funzionare come scienziato. Lo scienziato ha subito un lavaggio del cervello tramite la tecnica dell'Ipcress (ipnosi indotta da sollecitazioni sensoriali, IPCRESS in inglese è infatti l'acronimo di "Induction of Psychoneuroses by Conditioned Reflex under Stress") e non sarà più in grado di ricordare i dettagli dei suoi studi avanzati nel campo della fisica della materia.
Credendo che lui stesso dovesse essere l'obiettivo previsto in quanto viene ucciso il suo collega Carswell che è stato scambiato per lui, Palmer torna a casa a raccogliere le sue cose e lì scopre il corpo del secondo agente della CIA. Quando ritorna in ufficio, il file IPCRESS manca dalla sua scrivania. Ross gli aveva precedentemente chiesto di microfilmare il file e Palmer ora crede che sia coinvolto in qualche modo. Quando informa Dalby di cosa è successo, Dalby gli dice di lasciare la città per un po'.
Sul treno per Parigi, Palmer viene rapito e si sveglia imprigionato in una cella in Albania. Dopo diversi giorni senza sonno, cibo e calore, Grantby si rivela come il suo rapitore. Dopo aver letto il file in precedenza, Palmer si rende conto che si stanno preparando per l'Ipcress. Usa il dolore per distrarsi, ma dopo molte sessioni stressate da immagini disorientanti e suoni elettronici forti, soccombe. Grantby quindi infonde una frase che farà sì che Palmer segua tutti i comandi che gli vengono dati.
Alla fine Palmer riesce a fuggire e scopre di essere ancora a Londra. Telefona a Dalby, che è nella compagnia di Grantby. Dalby usa la frase scatenante e induce Palmer a chiamare Ross nel magazzino dove era stato trattenuto. Quando Dalby e Ross arrivano, Palmer li tiene entrambi sotto tiro. Dalby accusa Ross di aver ucciso Carswell; Ross dice a Palmer che era stato sospettoso di Dalby e lo stava indagando. Dalby ora usa di nuovo la frase dell'Ipcress e dice a Palmer di sparare. Palmer, però, colpisce la sua mano e il dolore gli ricorda il suo condizionamento. Dalby prende la sua pistola e Palmer gli spara. Ross poi osserva che, scegliendo Palmer per l'incarico, aveva sperato che la tendenza di Palmer all'insubordinazione sarebbe stata utile.

## Distribuzione
- Repubblica Federale di Germania: 2 luglio 1965
- Stati Uniti d'America: 2 agosto 1965
- Regno Unito (seconda visione): 13 gennaio 2006

## Riconoscimenti
- British Academy of Film and Television Arts
  - Miglior film
  - Migliore fotografia colore
  - Migliore scenografia colore